# Sup’Biotech
Sup'Biotech – jedna z francuskich politechnik zaliczanych do Grandes Ecoles. Specjalizuje się w dziedzinie biotechnologii.
Nazwa historyczna: Institut Sup'Biotech de Paris.